# غوان أبوريا
غوان أبوريا (الاسم العلمي:Aburria) هو جنس من الطيور يتبع فصيلة القرازية من رتبة الدجاجيات.

## أنواع غوان أبوريا
- غوان ضافر (الاسم العلمي:Aburria aburri)